# Stubbins Ffirth
Stubbins Ffirth (1784–1820)  foi um médico estagiário estadunidense, notável por suas investigações incomuns sobre a causa da febre amarela. Ele teorizou que a doença não era contagiosa, acreditando que a queda de casos durante o inverno mostrava que era mais provavelmente resultado do calor e do estresse durante os meses de verão. Embora certo em observar que a febre amarela era significativamente mais prevalente no verão, a explicação de Ffirth provou ser totalmente incorreta. Seis décadas depois de sua morte, uma descoberta seria feita, com o cientista cubano Carlos Finlay descobrindo a ligação com os mosquitos que transmitem a doença.

## Trabalhos
A epidemia de febre amarela de 1793, o maior surto da doença na história norte americana, matou até 5.000 pessoas na Filadélfia, Pensilvânia - cerca de 10% da população. Ffirth ingressou na Universidade da Pensilvânia em 1801 para estudar medicina e, em seu terceiro ano, começou a pesquisar a doença que havia afetado tanto a área. Na época, as causas da febre amarela eram desconhecidas, e Ffirth decidiu provar que não era contagiosa. Ele estava tão seguro de sua teoria que começou a fazer experimentos consigo mesmo .
Ffirth escolheu entrar em contato direto com fluidos corporais de pessoas infectadas com febre amarela. Ele começou fazendo incisões nos braços e espalhando vômito infectado nos cortes; e então começou a derramar sobre os olhos. Ele continuou suas tentativas de se infectar  e, finalmente, quando não adoeceu, passou a beber o vômito dos doentes sem diluir. Esforçando-se para provar que outros fluidos corporais produziram os mesmos resultados, Ffirth progrediu do vômito, usando também seu corpo fluidos como sangue, saliva e urina .  Ele ainda não conseguia contrair a doença, e viu isso como uma prova de sua hipótese de que a febre amarela não era contagiosa. No entanto, mais tarde descobriu-se que as amostras usadas por Ffirth em seus experimentos tinham vindo de pacientes em estágio avançado que não eram mais contagiosos.
Ffirth publicou suas descobertas em sua tese de 1804, A Treatise on Malignant Fever; com uma tentativa de provar sua natureza não-maligna não contagiosa .